# JM Design
JM Design – kanadyjska firma samochodowa założona w 1991 roku.

## Wyroby
Od 1991 roku firma oferuje coupe Paladimo. Jest on oferowany w formie kit cara przystosowanego do podwozia Chevroleta Cavaliera/Pontiaca Sunbirda z lat 1988-94. Jest on wyposażony w silniki V6: Chevrolet, Ford, Pontiac, BMW, Porsche lub Acura o mocy od 165 do 200 KM. W roku 2001 został zrestylizowany.